# Proteus Airlines
Proteus Airlines war eine französische Regionalfluggesellschaft mit Sitz in Saint-Apollinaire, Frankreich. Im Jahr 2001 vereinigte sie sich mit Flandre Air und Regional Airlines (Frankreich) zur Régional Compagnie Aérienne Européenne.

## Geschichte
Ursprünglich war die Fluggesellschaft unter dem Namen Proteus Air System bekannt. Erst seit Mai 1996 begann der Flugbetrieb unter dem heutigen Namen. Im August 1997 unterzeichnete die Gesellschaft eine Franchise-Vereinbarung mit Air France. Im Jahr 1999 erwarb Proteus Airlines die Regionalfluggesellschaft Flandre Air, mit der sie zusammen mit Regional Airlines am 1. April 2001 zur Régional Compagnie Aérienne Européenne fusionierte.

## Flotte

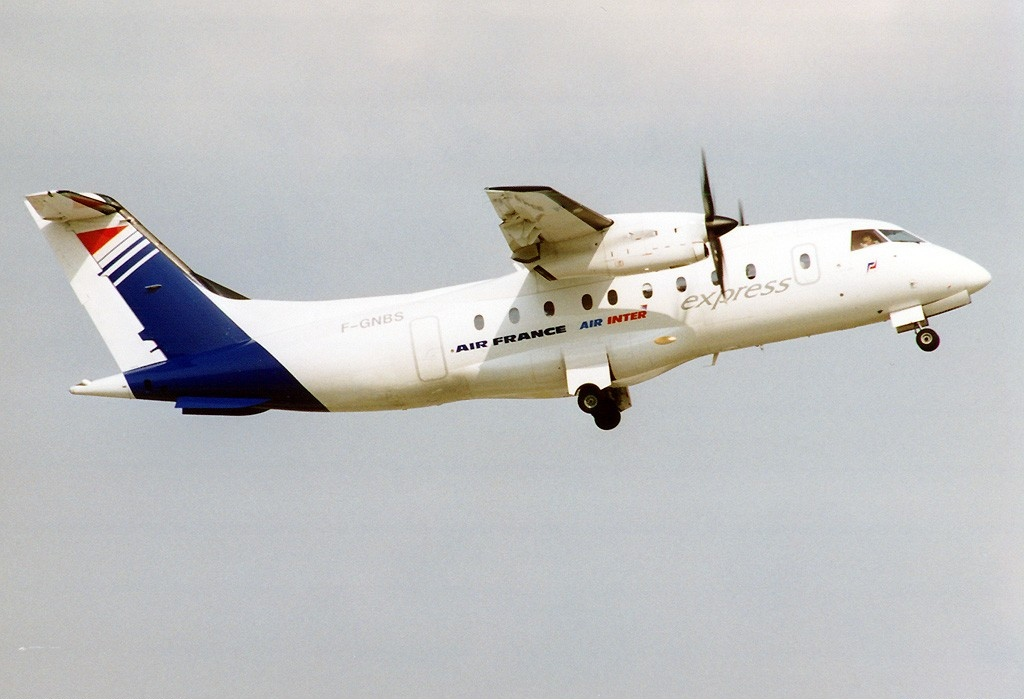
Dornier 328-110 der Proteus Airlines

Proteus Airlines betrieb unter anderem folgende Flugzeugtypen:

### Flotte bei Betriebseinstellung
- Beechcraft 1900C-1, 1900D
- Dornier 328-100
- Fokker 100

### Zuvor eingesetzte Flugzeuge
- Beechcraft King Air 90
- Beechcraft Super King Air 200

## Zwischenfälle
Proteus Airlines hat einen Unfall mit Todesopfern zu verzeichnen:
Am 30. Juli 1998 kollidierte über der Bucht von Quiberon eine Beechcraft 1900D der Proteus Airlines und eine private Reims Cessna F177RG Cardinal. Beide Flugzeuge brachen in der Luft auseinander und stürzten ins Meer. Es gab keine Überlebenden. Insgesamt starben bei dem Unglück 15 Menschen an Bord der beiden Flugzeuge. (Proteus-Airlines Flug 706)
Gründe für die Kollision waren zum einen das Verhalten der Crew der Beechcraft, da sie vom Kurs abwich, vom Instrumenten- in den Sichtflug wechselte und das Vorflugrecht der Cessna missachtete, zum anderen die Tatsache, dass die Piloten beider Flugzeuge nicht genügend Ausschau nach anderen Maschinen hielten.